# 滋賀師範学校
滋賀師範学校 （しがしはんがっこう） は第二次世界大戦中の1943年 （昭和18年） に、滋賀県に設置された師範学校である。
本項は、滋賀県師範学校・滋賀県女子師範学校などの前身諸校を含めて記述する。

## 概要
- 滋賀県師範学校・滋賀県女子師範学校の統合・官立移管により設置され、男子部・女子部を置いた。
- 1875年 （明治8年） 設立の小学校教員伝習所を起源とする。
- 第二次世界大戦後の学制改革で新制滋賀大学学芸学部 （現・教育学部） の前身の一つとなった。
- 同窓会は 「滋賀大学教育学部同窓会」 と称し、旧制 （滋賀師範・滋賀青師）・新制合同の会である。

## 沿革

### 滋賀県立期

#### 伝習所
- 1874年12月： 大津各区連合で大津仮伝習所を設置。
  - 滋賀県令 松田道之の呼びかけによる。大津 玉屋町 （現・中央3丁目） の開達学校内に開設。
- 1875年3月： 大津 笹屋町 （現・中央2丁目） の本願寺別院（現・真宗大谷派大津別院）に移転[1]。
- 1875年5月： 仮伝習所、廃止。
- 1875年6月1日： 滋賀県、大津 上堅田町 （現・島の関、中央小学校付近[2]） の旧郡山藩邸内に小学校教員伝習所開設。
  - 修学期間： 60日。入学資格： 17歳-30歳。附属小学校を設置。

#### 旧旧・滋賀県師範学校、滋賀県大津師範学校、旧・滋賀県師範学校
- 1875年10月26日： 滋賀県師範学校と改称。
- 1875年11月： 修学期間を 100日に延長。附属小学校廃校 （1877年6月復活）。
- 1876年3月22日： 滋賀県大津師範学校と改称[3]。
  - 修学期間を 180日に延長。伝習学科・専修学科 （中等教員養成） を附設。
- 1877年5月： 校舎改築のため、大津 笹屋町 （現・中央2丁目） の本願寺別院（現・真宗大谷派大津別院）に一時移転。
- 1877年6月： 旧敦賀県小浜小学授業法伝習所生徒を収容 （福井師範学校を参照）。
  - 1876年8月の敦賀県廃止により、敦賀市以西が滋賀県に編入されたため（1881年2月、福井県成立により分離）。
- 1878年2月： 上堅田町の新校舎落成。
- 1878年10月： 天皇行幸。理化学実験天覧。
- 1879年： 師範学科を高等師範科、伝習学科を初等師範科と改称。
- 1880年3月： 女子師範学科を設置。
- 1880年4月27日： 滋賀県師範学校と改称。
  - 女子師範学科を附属女子学科と改称 （5月廃止）。
- 1880年9月： 女子師範学科を再設置、支校とする （大津 大工町［現・中央2丁目］）。
- 1882年6月30日： 支校を廃止。大津 葭原町 （現・京町3丁目） 華階寺に滋賀県女子師範学校設置。
- 1885年11月： 女子師範学校を包摂し、女子部を設置。
  - 1886年4月、玉屋町 旧開達学校に移転。1888年3月廃止。

#### 滋賀県尋常師範学校
- 1886年9月11日： 師範学校令に準拠し、滋賀県尋常師範学校と改称 （本科4年制）。
- 1893年： 講習科を設置。

#### 滋賀県師範学校
- 1898年4月1日： 師範教育令に準拠し、滋賀県師範学校と改称。
- 1902年4月1日： 女子部・県立大津高等女学校を併設。
- 1903年： 上堅田町から滋賀郡膳所町大字錦 （現 大津市昭和町・西の庄） の新校舎に移転。
  - 3月、新校舎落成式を挙行。
- 1908年4月1日： 女子部を滋賀県女子師範学校として分離。
- 1925年4月： 本科第一部を 5年制に変更 （2年制高等小学校卒対象）。
- 1926年4月： 専攻科を設置 （1年制）。
- 1931年4月： 本科第二部を 2年制に延長 （中学校卒対象）。
- 1934年2月： 連続放火事件発生。
  - 4日夕刻：理化学教室暗室、5日早朝：第二寮西階段物置。事件は迷宮入りとなり、松田与惣之助校長から正田隆校長に交代。

#### 旧・滋賀県女子師範学校、滋賀県女子師範学校
- 1880年3月： 滋賀県大津師範学校に女子師範学科を設置。
- 1880年4月27日： 滋賀県師範学校附属女子学科と改称 （5月廃止）。
- 1880年9月： 女子師範学科を再設置。滋賀県師範学校支校となる （大津 大工町［現・中央2丁目］）。
- 1882年6月30日： 支校廃止。大津 葭原町 （現・京町3丁目） 華階寺に滋賀県女子師範学校設置。
- 1885年11月： 滋賀県師範学校に包摂され、女子部となる （1888年3月廃止）。
- 1902年4月1日： 滋賀県師範学校女子部を再設置 （大津市上堅田町［現・島の関］）。
  - 滋賀県立大津高等女学校を併設。
- 1908年4月1日： 滋賀県師範学校から女子部を分離し、滋賀県女子師範学校設立。
  - 本科第一部 （4年制）・本科第二部 （1年制、高等女学校卒対象） を設置。
- 1909年6月： 大津市東浦町 （現 末広町・京町3丁目） の新校舎に移転[4]。
- 1911年5月28日： 校舎落成式を挙行。
- 1925年4月： 本科第一部を 5年制に、本科第二部を 2年制に変更[5]。
- 1926年4月： 専攻科を設置 （1年制）。
- 1930年2月： 第5寮焼失。
- 1931年12月： 併設の県立大津高等女学校が大津市馬場に分離移転。

### 官立期

#### 滋賀師範学校
- 1943年4月1日： 滋賀県師範学校・滋賀県女子師範学校を統合し、官立滋賀師範学校設置。
  - 旧滋賀県師範学校校舎に男子部、旧滋賀県女子師範学校校舎に女子部を設置。
  - 本科 （3年制。中等学校卒対象）・予科 （2年制。高等小学校卒対象） を設置。
  - 初代校長： 今井嘉橘。
- 1947年4月： 附属中学校 （新制） を設置。
- 1949年5月31日： 新制滋賀大学発足。
  - 滋賀師範学校は滋賀青年師範学校と共に学芸学部の母体として包括された。
- 1951年3月： 滋賀大学滋賀師範学校 （旧制）、廃止。

## 歴代校長
滋賀県師範学校（前身諸校を含む）
- 校長： 片山尚絅
- 校長： 濱野虎吉 （1887年4月22日[6] - 1889年10月[7]）
- 校長： 鈴木勲太郎 （1889年10月15日[8] - ）
- 校長： 遠藤宗義 （1892年4月1日 - 1893年2月6日）
- 校長： 村上孚光 （1893年2月6日 - 1897年6月26日）
- 校長： 濱野虎吉 （1897年6月26日 - 1899年6月28日）
- 校長： 新荘義之 （1899年6月28日 - 1902年12月24日）
- 校長： 山路一遊 （1902年12月24日 - 1913年3月31日）
- 校長： 伊野宮茂長 （1913年3月31日 - ）

滋賀県女子師範学校
- 校長： 若杉八百太郎 （1908年4月1日 - 1916年4月14日）
- 校長： 矢島喜源次 （1916年4月14日 - ）

滋賀師範学校
- 今井嘉橘:1943年4月1日[9] -
- 小暮安水：不詳 - 1945年11月24日[10]
- 渡辺平三郎：

## 校地の変遷と継承
滋賀師範学校男子部
前身の滋賀県師範学校から引き継いだ大津市膳所錦町 （のちの膳所西之庄、現 昭和町・西の庄） の校地を使用した。膳所校地は後身の新制滋賀大学学芸学部に引き継がれ、1959年4月、石山石津町 （現・石津、滋賀大学大津キャンパス） に移転するまで使用された。その後1963年2月、旧師範学校女子部校地に統合されていた附属小学校・中学校が昭和町 （旧膳所校地） に移転し、現在に至っている。
滋賀師範学校女子部

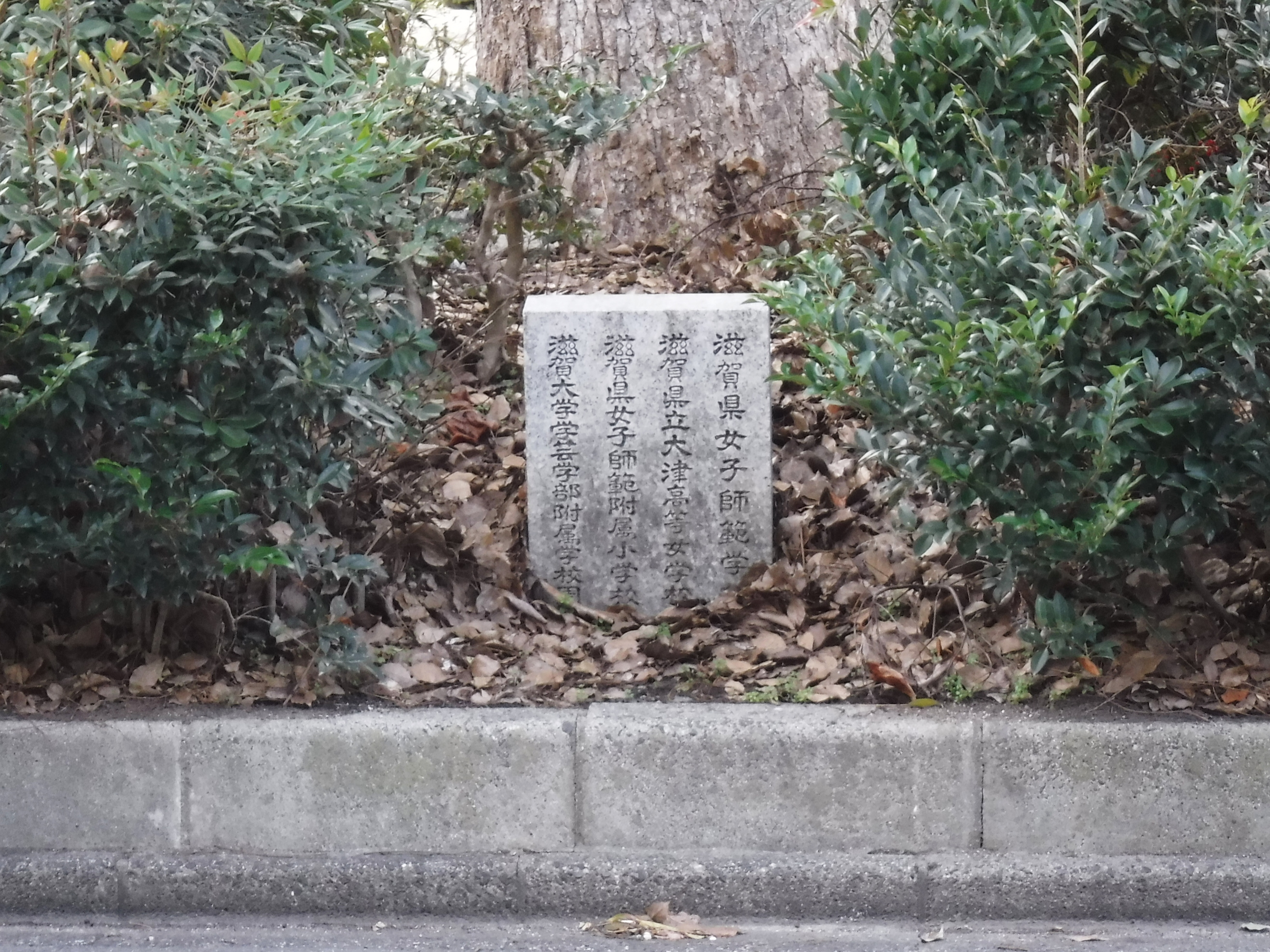
女子部跡の碑（大津駅前児童公園）

前身の滋賀県女子師範学校から引き継いだ大津市東浦町 （のちの東浦石野町、現 末広町・京町3丁目） の校地を使用した。新制滋賀大学への移行を前にした 1949年4月、男子部・女子部両方の附属小学校・中学校が統合された。後身の新制滋賀大学学芸学部は、学部を旧男子部校地 （膳所） に、附属校を旧女子部 （東浦） に置いた。東浦校地は附属校が 1963年に現在の昭和町に移転するまで使用された。その後、旧東浦校地跡地を貫く形で中央大通りが建設された。

## 著名な出身者
- 越山太刀三郎（1881年） 東京電燈常務取締役、衆議院議員（2期）、池上電気鉄道社長などを務めた。
- 川澄健一 作曲家、神戸女学院大学教授
- 北村春吉（1916） 数学者、元サッカー日本代表、元大阪市立女子専門学校校長、北村季吟の末裔
- 松永仏骨（1917） 浄土真宗の僧で、真宗佛光寺派最高顧問。同派徳林寺住職。戦後、衆議院議員（3期）を務めた。

## 関連書籍
- 滋賀大学史編集委員会（編）　『滋賀大学史』　滋賀大学創立40周年記念事業実行委員会、1989年3月。
- 『新修大津市史 : 第5巻 近代』　大津市、1982年、114頁-117頁・122頁。
- 滋賀県史編さん委員会（編）　『滋賀県史 : 昭和編 第6巻 教育文化編』　滋賀県、1985年3月、199頁-207頁。
- 川崎源　『滋賀大学教育学部百二十年史』　滋賀大学教育学部同窓会、2001年。